# تاج شارلمان

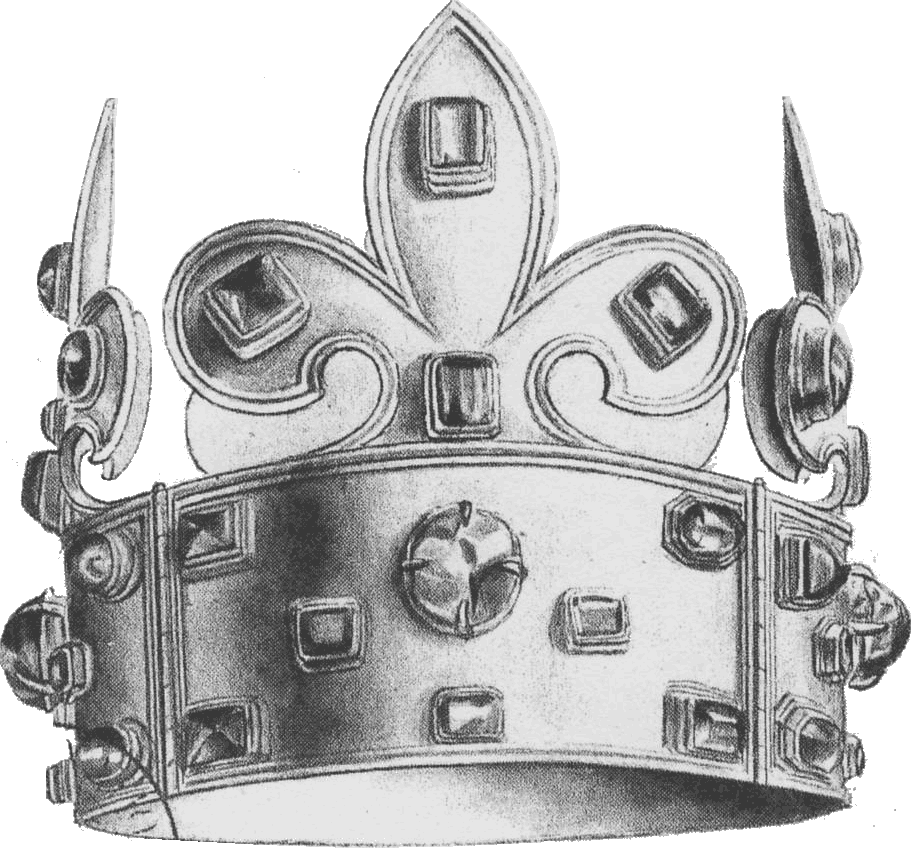
تاج شارلمان من عام 1271، استخدم كتاج تتويج فرنسي من عام 875 أو 1590 إلى عام 1775.

تاج شارلمان (الفرنسية: Couronne de Charlemagne) كان اسمًا أُطلق على تاج التتويج القديم لملوك الفرنجة، ولاحقًا ملوك فرنسا بعد عام 1237.
ربما تم إنشاؤه كدائرة بسيطة من أربع صفائح مستطيلة منحنية مرصعة بالجواهر لشارل الأصلع، حفيد شارلمان، ولكن في وقت لاحق، تمت إضافة أربع زهرات زنبق كبيرة مرصعة بالجواهر إلى هذه الصفائح الأربع الأصلية، ربما بواسطة فيليب أوغسطس حوالي عام 1180، وتوجت بغطاء مزين بالأحجار الكريمة. في هذا الوقت، كان هناك أيضًا تاج مشابه ولكنه مفتوح، وهو تاج الملكة. تم صهر أحدها في عام 1590 من قبل التحالف الكاثوليكي أثناء حصار باريس. استخدم التاج المتبقي حتى عهد الملك لويس السادس عشر، الذي توج في عام 1775 في كاتدرائية ريمس. استخدم تاج جان إيفرو بعد ذلك لتتويج الملكات.
كان لدى الملوك الفرنسيين أيضًا تيجانهم الشخصية، التي يرتدونها بعد التتويج، أثناء المأدبة التي تقام في قصر تو، مثل تاج لويس التاسع المسمى سانت كورون دو فرانس، هنري الرابع أو لويس الرابع عشر والتي تم التبرع بها لاحقًا لخزانة كنيسة سان دوني بالقرب من باريس، مكان الدفن التقليدي لسلالة الكابيتية.
لم يتبق سوى تاج واحد من أصل 11 تاجًا شخصيًا من النظام القديم، وهو تاج لويس الخامس عشر، الذي صنع لتتويج لويس الخامس عشر في عام 1722، وخمسة تيجان من القرن التاسع عشر. دُمر تاج التتويج، تاج شارلمان، في الثورة الفرنسية، مثل بعض الشعارات الملكية.  من رموز النظام القديم، باستثناء تاج لويس الخامس عشر، عرش داجوبير، وسيف التتويج في العصور الوسطى للملوك الفرنسيين جويوز، والمحفزات، والدبوس الذي قيل أنه كان ينتمي إلى لويس التاسع، والصولجان العاجي، المسمى يد العدالة، صولجان شارل الخامس، وكذلك الكأس العتيقة للبطالمة (أو كأس التتويج) مع طبقها المحفوظ في رانس.
عندما أعلن نابليون نفسه إمبراطورًا للفرنسيين، أطلق أيضًا على تاجه الإمبراطوري اسم "تاج شارلمان".